# Liste der Kulturdenkmäler in Wiesbaden-Westend
Die folgende Liste enthält die in der Denkmaltopographie ausgewiesenen Kulturdenkmäler auf dem Gebiet Stadt Wiesbaden, Ortsbezirk Westend, Bleichstraße in Hessen.
Hinweis: Die Reihenfolge der Denkmäler in dieser Liste orientiert sich zunächst an Ortsbezirken und anschließend den Straßennamen.
Grundlage ist die Veröffentlichung der Hessischen Denkmalliste, die auf Basis des Denkmalschutzgesetzes vom 5. September 1986 erstmals erstellt und seither laufend ergänzt wurde. Ein Teil dieser Listen ist zusammen mit einer ausführlichen Beschreibung auf der Webseite denkxweb.denkmalpflege-hessen.de einzusehen.

## Bertramstraße
| Bild | Bezeichnung | Lage                                                          | Beschreibung                                                                                        | Bauzeit | Objekt-Nr. |
| ---- | ----------- | ------------------------------------------------------------- | --------------------------------------------------------------------------------------------------- | ------- | ---------- |
|      |             | Bertramstraße 2 LageFlur: 68, Flurstück: 1894                 | Das Objekt gehört zu der Gesamtanlage: Westliche Stadterweiterung Architekt/Planer: Georg Schlink   | 1894    |            |
|      |             | Bertramstraße 4/Hellmundstraße LageFlur: 68, Flurstück: 349/6 | Das Objekt gehört zu der Gesamtanlage: Westliche Stadterweiterung Architekt/Planer: Georg Schlink   | 1894    |            |
|      |             | Bertramstraße 10 LageFlur: 68, Flurstück: 23/1                | Das Objekt gehört zu der Gesamtanlage: Westliche Stadterweiterung Architekt/Planer: Wilhelm Rehbold | 1898    |            |
|      |             | Bertramstraße 20 LageFlur: 16, Flurstück: 662/161             | Das Objekt gehört zu der Gesamtanlage: Westliche Stadterweiterung Architekt/Planer: Jacob Martin    | 1900    |            |
|      |             | Bertramstraße 22 LageFlur: 16, Flurstück: 661/161             | Das Objekt gehört zu der Gesamtanlage: Westliche Stadterweiterung Architekt/Planer: Jacob Martin    | 1899    |            |

## Bismarckring
Alle Objekte gehören zu der Gesamtanlage: Ringstraße
| Bild | Bezeichnung | Lage                                                                     | Beschreibung | Bauzeit | Objekt-Nr. |
| ---- | ----------- | ------------------------------------------------------------------------ | --- | ------- | ---------- |
|      |             | Bismarckring 1 / Dotzheimer Straße LageFlur: 16, Flurstück: 1568/161     | Bauherr: Gebrüder Müller Architekt/Planer: Fritz Hildner Turmhelm mit geschmiedeter Bekrönung in Form eines Adlers | 1900    |            |
|      |             | Bismarckring 2 / Dotzheimer Straße 47/49 LageFlur: 16, Flurstück: 155/10 | Bauherr: Fritz Hildner und Architekt/Planer: Fritz Hildner Eckhaus mit gerundeter Ecke, das den Übergang in den Jugendstil zeigt.                                                                                                  | 1909    |            |
|      |             | Bismarckring 6 LageFlur: 16, Flurstück: 155/8                            | Bauherr und Architekt/Planer: Ferdinand Deiters | 1903    |            |
|      |             | Bismarckring 7 LageFlur: 16, Flurstück: 663/161                          | Bauherr: Hermann Mathes, Schreinermeister Architekt/Planer: Franz Markloff | 1901    |            |
|      |             | Bismarckring 8 LageFlur: 16, Flurstück: 155/7                            | Bauherr: Karl Hessemer Architekt/Planer: Wilhelm Weygandt Abgesehen von der verunstalteten Ladenzone ist der Eingang und die obere Fassade sehr detailreich mit mehrgeschossigem Erker und schönen geschmiedeten Brüstungsgittern. | 1903    |            |
|      |             | Bismarckring 12 / Goebenstraße LageFlur: 16, Flurstück: 646/157          | Bauherr: Adam Gräf u. Ernst Schmidt Sehr reich verzierter Eck-Erkerturm mit hoher Helmspitze, weitgehend im Originalzustand. Das Erdgeschoss ist entstellt und zerstört den herausragenden Gesamteindruck                          | 1900    |            |
|      |             | Bismarckring 14 / Goebenstraße LageFlur: 16, Flurstück: 726/157          | Das Objekt gehört zu der Gesamtanlage: Ringstraße Architekt/Planer: Fritz Hildner | 1900    |            |
|      |             | Bismarckring 24 / Blücherstraße 1 LageFlur: 16, Flurstück: 672/26        | Das Objekt gehört zu der Gesamtanlage: Ringstraße Architekt/Planer: Carl Dormann | 1899    |            |
|      |             | Bismarckring 30 LageFlur: 16, Flurstück: 532/27                          | Das Objekt gehört zu der Gesamtanlage: Ringstraße Architekt/Planer: Alexander Schwank | 1897    |            |
|      |             | Bismarckring 31 / Frankenstraße LageFlur: 16, Flurstück: 487/52          | Das Objekt gehört zu der Gesamtanlage: Westliche Stadterweiterung/Ringstraße Architekt/Planer: Philipp Schmidt | 1896    |            |
|      |             | Bismarckring 32 LageFlur: 16, Flurstück: 505/27                          | Das Objekt gehört zu der Gesamtanlage: Ringstraße Architekt/Planer: Ludwig Meurer | 1896    |            |
|      |             | Bismarckring 33 LageFlur: 16, Flurstück: 1441/52                         | Das Objekt gehört zu der Gesamtanlage: Westliche Stadterweiterung/Ringstraße Architekt/Planer: Philipp Schneider | 1896    |            |
|      |             | Bismarckring 34 / Yorkstraße 2 LageFlur: 16, Flurstück: 504/27           | Das Objekt gehört zu der Gesamtanlage: Ringstraße Architekt/Planer: Maurermeister Heinrich Kaesebier (vermutlich) | 1896    |            |
|      |             | Bismarckring 35 LageFlur: 16, Flurstück: 51/1                            | Das Objekt gehört zu der Gesamtanlage: Westliche Stadterweiterung/Ringstraße Architekt/Planer: Hermann Reichwein | 1897    |            |
|      |             | Bismarckring 36 / Yorkstraße LageFlur: 16, Flurstück: 1566/44            | Das Objekt gehört zu der Gesamtanlage: Ringstraße Architekt/Planer: Wilhelm Kaufmann | 1896    |            |
|      |             | Bismarckring 38 LageFlur: 16, Flurstück: 511/35                          | Das Objekt gehört zu der Gesamtanlage: Ringstraße Architekt/Planer: Carl Dormann | 1896    |            |
|      |             | Bismarckring 40 LageFlur: 16, Flurstück: 1566/44                         | Das Objekt gehört zu der Gesamtanlage: Ringstraße Architekt/Planer: Philipp Meurer | 1897    |            |

## Bleichstraße
| Bild                  | Bezeichnung           | Lage                                            | Beschreibung                                                                                                   | Bauzeit | Objekt-Nr. |
| --------------------- | --------------------- | ----------------------------------------------- | --- | ------- | ---------- |
|                       |                       | Bleichstraße 34 LageFlur: 69, Flurstück: 379/58 | Das Objekt gehört zu der Gesamtanlage: Westliche Stadterweiterung Architekt/Planer: Rudolf Friedrichs          | 1905    |            |
|                       |                       | Bleichstraße 35 LageFlur: 69, Flurstück: 110/25 | Das Objekt gehört zu der Gesamtanlage: Westliche Stadterweiterung Architekt/Planer: Wilhelm Stamm              | Um 1890 |            |
|                       |                       | Bleichstraße 42 LageFlur: 69, Flurstück: 256/32 | Das Objekt gehört zu der Gesamtanlage: Westliche Stadterweiterung Architekt/Planer: Albert Wolff               | 1886    |            |
| Ehem. Elementarschule | Ehem. Elementarschule | Bleichstraße 44 LageFlur: 16, Flurstück: 55/1   | Das Objekt gehört zu der Gesamtanlage: Westliche Stadterweiterung Architekt/Planer: Stadtbaumeister Louis Ende | 1877–79 |            |

## Blücherplatz
| Bild           | Bezeichnung   | Lage                                                  | Beschreibung | Bauzeit | Objekt-Nr. |
| -------------- | ------------- | ----------------------------------------------------- | --- | ------- | ---------- |
| weitere Bilder | Blücherschule | Blücherplatz 1 LageFlur: 16, Flurstück: 605/17,606/17 | Das Objekt gehört zu der Gesamtanlage: Westend/Feldherrnviertel Architekt/Planer: Stadtbaumeister Felix Genzmer                | 1896/97 |            |
|                |               | Blücherplatz 4 LageFlur: 16, Flurstück: 1524/22       | Das Objekt gehört zu der Gesamtanlage: Westend/Feldherrnviertel Architekt/Planer: Maurermeister Ferdinand Dormann (vermutlich) | 1898    |            |

## Blücherstraße
| Bild           | Bezeichnung | Lage                                                               | Beschreibung                                                                                   | Bauzeit | Objekt-Nr. |
| -------------- | ----------- | ------------------------------------------------------------------ | ---------------------------------------------------------------------------------------------- | ------- | ---------- |
|                |             | Blücherstraße 3 LageFlur: 16, Flurstück: 671/26                    | Das Objekt gehört zu der Gesamtanlage: Westend/Feldherrnviertel Architekt/Planer: Carl Dormann | 1899    |            |
| weitere Bilder |             | Blücherstraße 13/Scharnhorststraße LageFlur: 16, Flurstück: 744/71 | Das Objekt gehört zu der Gesamtanlage: Westend/Feldherrnviertel Architekt/Planer: Carl Dormann | 1903    |            |

## Bülowstraße
| Bild | Bezeichnung | Lage                                                        | Beschreibung                                                                                        | Bauzeit | Objekt-Nr. |
| ---- | ----------- | ----------------------------------------------------------- | --------------------------------------------------------------------------------------------------- | ------- | ---------- |
|      |             | Bülowstraße 1/Seerobenstraße LageFlur: 17, Flurstück: 558/9 | Das Objekt gehört zu der Gesamtanlage: Westend/Feldherrnviertel Architekt/Planer: Heinrich Assmus   | 1898    |            |
|      |             | Bülowstraße 2/Roonstraße LageFlur: 17, Flurstück: 981/13    | Das Objekt gehört zu der Gesamtanlage: Westend/Feldherrnviertel Architekt/Planer: Heinrich Assmus   | 1900    |            |
|      |             | Bülowstraße 3 LageFlur: 17, Flurstück: 559/9                | Das Objekt gehört zu der Gesamtanlage: Westend/Feldherrnviertel Architekt/Planer: Heinrich Assmus   | 1899    |            |
|      |             | Bülowstraße 8 LageFlur: 17, Flurstück: 19/5                 | Das Objekt gehört zu der Gesamtanlage: Westend/Feldherrnviertel Architekt/Planer: Friedrich Frees   | 1897    |            |
|      |             | Bülowstraße 10 LageFlur: 17, Flurstück: 19/9                | Das Objekt gehört zu der Gesamtanlage: Westend/Feldherrnviertel Architekt/Planer: Franz Markloff    | 1901    |            |
|      |             | Bülowstraße 12 LageFlur: 17, Flurstück: 21/1                | Das Objekt gehört zu der Gesamtanlage: Westend/Feldherrnviertel Architekt/Planer: Fritz Born        | 1902    |            |
|      |             | Bülowstraße 13 LageFlur: 17, Flurstück: 619/7               | Das Objekt gehört zu der Gesamtanlage: Westend/Feldherrnviertel Architekt/Planer: Alexander Schwank | 1900    |            |

## Dotzheimer Straße
| Bild                  | Bezeichnung           | Lage                                                                | Beschreibung                                                                                 | Bauzeit   | Objekt-Nr. |
| --------------------- | --------------------- | ------------------------------------------------------------------- | -------------------------------------------------------------------------------------------- | --------- | ---------- |
| Ehem. Militärhospital | Ehem. Militärhospital | Dotzheimer Straße 3 LageFlur: 68, Flurstück: 7/2                    | Das Objekt gehört zu der Gesamtanlage: Dotzheimer Straße                                     | 1828/29   |            |
| Turnhalle             | Turnhalle             | Dotzheimer Straße 7 LageFlur: 68, Flurstück: 7/2                    | Das Objekt gehört zu der Gesamtanlage: Dotzheimer Straße                                     | 1913–1916 |            |
|                       |                       | Dotzheimer Straße 13 LageFlur: 68, Flurstück: 226/11                | Das Objekt gehört zu der Gesamtanlage: Dotzheimer Straße                                     | 1865      |            |
|                       |                       | Dotzheimer Straße 35/Zimmermannstraße LageFlur: 68, Flurstück: 29/3 | Das Objekt gehört zu der Gesamtanlage: Dotzheimer Straße Architekt/Planer: Karl Schultze     | 1893      |            |
|                       |                       | Dotzheimer Straße 41 LageFlur: 16, Flurstück: 691/161               | Das Objekt gehört zu der Gesamtanlage: Dotzheimer Straße Architekt/Planer: Schmidt & Kretzer | Um 1900   |            |
|                       |                       | Dotzheimer Straße 49 LageFlur: 16, Flurstück: 155/2                 | Das Objekt gehört zu der Gesamtanlage: Dotzheimer Straße Architekt/Planer: Fritz Hildner     | 1909      |            |

## Dreiweidenstraße
| Bild | Bezeichnung | Lage                                                 | Beschreibung                                                                                      | Bauzeit | Objekt-Nr. |
| ---- | ----------- | ---------------------------------------------------- | ------------------------------------------------------------------------------------------------- | ------- | ---------- |
|      |             | Dreiweidenstraße 1 LageFlur: 16, Flurstück: 155/4    | Das Objekt gehört zu der Gesamtanlage: Westend/Feldherrnviertel Architekt/Planer: Franz M. Fabry  | 1903    |            |
|      |             | Dreiweidenstraße 4 LageFlur: 16, Flurstück: 1542/164 | Das Objekt gehört zu der Gesamtanlage: Westend/Feldherrnviertel Architekt/Planer: Jacob Martin    | 1903    |            |
|      |             | Dreiweidenstraße 6 LageFlur: 16, Flurstück: 1062/164 | Das Objekt gehört zu der Gesamtanlage: Westend/Feldherrnviertel Architekt/Planer: Heinrich Assmus | 1904    |            |

## Eckernfördestraße
| Bild | Bezeichnung | Lage                                                        | Beschreibung                                                                                       | Bauzeit | Objekt-Nr. |
| ---- | ----------- | ----------------------------------------------------------- | -------------------------------------------------------------------------------------------------- | ------- | ---------- |
|      |             | Eckernfördestraße 12 LageFlur: 18, Flurstück: 422/77,423/77 | Das Objekt gehört zu der Gesamtanlage: Westend/Feldherrnviertel Architekt/Planer: Reinhard Hildner | 1906    |            |

## Emser Straße
| Bild | Bezeichnung | Lage                                                      | Beschreibung | Bauzeit | Objekt-Nr. |
| ---- | ----------- | --------------------------------------------------------- | --- | ------- | ---------- |
|      |             | Emser Straße 20 LageFlur: 70, Flurstück: 2/3              | Das Objekt gehört zu der Gesamtanlage: Nordwestliche Villengebiete Architekt/Planer: Maurermeister Carl Schäfer      | 1877    |            |
|      |             | Emser Straße 32/34 LageFlur: 72, Flurstück: 350/60,60/2   | Das Objekt gehört zu der Gesamtanlage: Nordwestliche Villengebiete Architekt/Planer: Wilhelm Lenz                    | 1901    |            |
|      |             | Emser Straße 36/38 LageFlur: 72, Flurstück: 502/61,426/61 | Das Objekt gehört zu der Gesamtanlage: Nordwestliche Villengebiete Architekt/Planer: Maurermeister Christian Fischer | 1907    |            |
|      |             | Emser Straße 60 LageFlur: 72, Flurstück: 75/2             | Das Objekt gehört zu der Gesamtanlage: Nordwestliche Villengebiete                                                   | 1896    |            |

## Frankenstraße
| Bild | Bezeichnung | Lage                                                          | Beschreibung                                                                                       | Bauzeit | Objekt-Nr. |
| ---- | ----------- | ------------------------------------------------------------- | -------------------------------------------------------------------------------------------------- | ------- | ---------- |
|      |             | Frankenstraße 10/Walramstraße LageFlur: 69, Flurstück: 264/10 | Das Objekt gehört zu der Gesamtanlage: Westliche Stadterweiterung Architekt/Planer: Friedrich Rock | 1887    |            |

## Georg-August-Straße
| Bild | Bezeichnung | Lage                                                  | Beschreibung                                                                                   | Bauzeit | Objekt-Nr. |
| ---- | ----------- | ----------------------------------------------------- | ---------------------------------------------------------------------------------------------- | ------- | ---------- |
|      |             | Georg-August-Straße 4 LageFlur: 18, Flurstück: 699/84 | Das Objekt gehört zu der Gesamtanlage: Westend/Feldherrnviertel Architekt/Planer: Karl Lambrix | 1908    |            |

## Gneisenaustraße
| Bild | Bezeichnung | Lage                                                                  | Beschreibung | Bauzeit | Objekt-Nr. |
| ---- | ----------- | --------------------------------------------------------------------- | --- | ------- | ---------- |
|      |             | Gneisenaustraße 9 LageFlur: 16, Flurstück: 747/74                     | Das Objekt gehört zu der Gesamtanlage: Westend/Feldherrnviertel Architekt/Planer: Carl Dormann                                 | 1905    |            |
|      |             | Gneisenaustraße 10 LageFlur: 133, Flurstück: 75                       | Das Objekt gehört zu der Gesamtanlage: Westend/Feldherrnviertel Architekt/Planer: Richard Stein                                | 1904    |            |
|      |             | Gneisenaustraße 12 LageFlur: 133, Flurstück: 69                       | Das Objekt gehört zu der Gesamtanlage: Westend/Feldherrnviertel Architekt/Planer: Fritz Born                                   | 1902    |            |
|      |             | Gneisenaustraße 15/Yorkstraße LageFlur: 16, Flurstück: 738/14         | Das Objekt gehört zu der Gesamtanlage: Westend/Feldherrnviertel Architekt/Planer: Friedrich Rock                               | 1903    |            |
|      |             | Gneisenaustraße 23 LageFlur: 17, Flurstück: 995/36                    | Das Objekt gehört zu der Gesamtanlage: Westend/Feldherrnviertel Architekt/Planer: Maurermeister Ferdinand Dormann (vermutlich) | 1901    |            |
|      |             | Gneisenaustraße 24/Kurt-Schumacher-Ring LageFlur: 17, Flurstück: 36/8 | Das Objekt gehört zu der Gesamtanlage: Westend/Feldherrnviertel Architekt/Planer: Fritz Hildner                                | 1902    |            |

## Goebenstraße
| Bild | Bezeichnung | Lage                                                                | Beschreibung                                                                                      | Bauzeit | Objekt-Nr. |
| ---- | ----------- | ------------------------------------------------------------------- | ------------------------------------------------------------------------------------------------- | ------- | ---------- |
|      |             | Goebenstraße 2 LageFlur: 16, Flurstück: 688/156                     | Das Objekt gehört zu der Gesamtanlage: Westend/Feldherrnviertel                                   | 1900    |            |
|      |             | Goebenstraße 3 LageFlur: 16, Flurstück: 1035/59                     | Das Objekt gehört zu der Gesamtanlage: Westend/Feldherrnviertel Architekt/Planer: Fritz Hildner   | 1901    |            |
|      |             | Goebenstraße 4 / Dreiweidenstraße LageFlur: 16, Flurstück: 1574/156 | Das Objekt gehört zu der Gesamtanlage: Westend/Feldherrnviertel Architekt/Planer: Fritz Hildner   | 1901    |            |
|      |             | Goebenstraße 5 LageFlur: 16, Flurstück: 759/61                      | Das Objekt gehört zu der Gesamtanlage: Westend/Feldherrnviertel Architekt/Planer: Emil Schott     | 1902    |            |
|      |             | Goebenstraße 7 LageFlur: 16, Flurstück: 1567/154                    | Das Objekt gehört zu der Gesamtanlage: Westend/Feldherrnviertel Architekt/Planer: Heinrich Assmus | 1902    |            |
|      |             | Goebenstraße 8 LageFlur: 16, Flurstück: 856/153                     | Das Objekt gehört zu der Gesamtanlage: Westend/Feldherrnviertel Architekt/Planer: Heinrich Rossel | 1903    |            |
|      |             | Goebenstraße 11 LageFlur: 16, Flurstück: 1582/151                   | Das Objekt gehört zu der Gesamtanlage: Westend/Feldherrnviertel Architekt/Planer: Fritz Hildner   | 1903    |            |
|      |             | Goebenstraße 12 / Werderstraße LageFlur: 16, Flurstück: 927/147     | Das Objekt gehört zu der Gesamtanlage: Westend/Feldherrnviertel Architekt/Planer: Karl Mohr       | 1903    |            |

## Hellmundstraße
| Bild | Bezeichnung | Lage                                                            | Beschreibung                                                                                          | Bauzeit | Objekt-Nr. |
| ---- | ----------- | --------------------------------------------------------------- | --- | ------- | ---------- |
|      |             | Hellmundstraße 5 LageFlur: 68, Flurstück: 17/5                  | Das Objekt gehört zu der Gesamtanlage: Westliche Stadterweiterung Architekt/Planer: Hermann Reichwein | 1895    |            |
|      |             | Hellmundstraße 6 LageFlur: 68, Flurstück: 176/19                | Das Objekt gehört zu der Gesamtanlage: Westliche Stadterweiterung Architekt/Planer: Hermann Reichwein | 1895    |            |
|      |             | Hellmundstraße 8 LageFlur: 68, Flurstück: 177/19                | Das Objekt gehört zu der Gesamtanlage: Westliche Stadterweiterung Architekt/Planer: Hermann Reichwein | 1895    |            |
|      |             | Hellmundstraße 12 LageFlur: 69, Flurstück: 251/46               | Das Objekt gehört zu der Gesamtanlage: Westliche Stadterweiterung Architekt/Planer: Emil Eisenmenger  | 1885    |            |
|      |             | Hellmundstraße 46/Wellritzstraße 26 LageFlur: 70, Flurstück: 93 | Das Objekt gehört zu der Gesamtanlage: Westliche Stadterweiterung                                     | Um 1875 |            |

## Kurt-Schumacher-Ring
| Bild | Bezeichnung | Lage                                                                  | Beschreibung                                                                                      | Bauzeit | Objekt-Nr. |
| ---- | ----------- | --------------------------------------------------------------------- | ------------------------------------------------------------------------------------------------- | ------- | ---------- |
|      |             | Kurt-Schumacher-Ring 39 LageFlur: 133, Flurstück: 35,36               | Das Objekt gehört zu der Gesamtanlage: Westend/Feldherrnviertel Architekt/Planer: Wilhelm Rehbold | 1906    |            |
|      |             | Kurt-Schumacher-Ring 47/Westendstraße LageFlur: 17, Flurstück: 697/21 | Das Objekt gehört zu der Gesamtanlage: Westend/Feldherrnviertel Architekt/Planer: Robert Vollmann | 1902    |            |

## Lahnstraße
| Bild | Bezeichnung | Lage                                                            | Beschreibung                                                                                     | Bauzeit | Objekt-Nr. |
| ---- | ----------- | --------------------------------------------------------------- | ------------------------------------------------------------------------------------------------ | ------- | ---------- |
|      |             | Lahnstraße 6/Eckernförderstraße LageFlur: 18, Flurstück: 689/80 | Das Objekt gehört zu der Gesamtanlage: Westend/Feldherrnviertel Architekt/Planer: Alexander Fach | 1887    |            |

## Lothringer Straße
| Bild | Bezeichnung | Lage                                              | Beschreibung                                                                                   | Bauzeit | Objekt-Nr. |
| ---- | ----------- | ------------------------------------------------- | ---------------------------------------------------------------------------------------------- | ------- | ---------- |
|      |             | Lothringer Straße 28 LageFlur: 133, Flurstück: 23 | Das Objekt gehört zu der Gesamtanlage: Westend/Feldherrnviertel Architekt/Planer: Karl Lambrix | 1906    |            |

## Platz der Deutschen Einheit
| Bild            | Bezeichnung     | Lage                                                       | Beschreibung | Bauzeit   | Objekt-Nr. |
| --------------- | --------------- | ---------------------------------------------------------- | --- | --------- | ---------- |
| Ehem. Lyzeum II | Ehem. Lyzeum II | Platz der Deutschen Einheit 2 LageFlur: 68, Flurstück: 7/2 | Das Objekt gehört zu der Gesamtanlage: Westliche Stadterweiterung Architekt/Planer: Stadtbaumeister Friedrich Grün | 1913–1916 |            |

## Roonstraße
| Bild                  | Bezeichnung           | Lage                                                         | Beschreibung | Bauzeit   | Objekt-Nr. |
| --------------------- | --------------------- | ------------------------------------------------------------ | --- | --------- | ---------- |
| Ehem. Städtisches Bad | Ehem. Städtisches Bad | Roonstraße 3 LageFlur: 17, Flurstück: 763/59                 | Das Objekt gehört zu der Gesamtanlage: Westend/Feldherrnviertel Architekt/Planer: Stadtbaumeister Felix Genzmer | 1901–1902 |            |
|                       |                       | Roonstraße 9/Westendstraße 9 LageFlur: 17, Flurstück: 341/49 | Das Objekt gehört zu der Gesamtanlage: Westend/Feldherrnviertel Architekt/Planer: Hermann Reichwein             | 1894      |            |
|                       |                       | Roonstraße 21/Bülowstraße LageFlur: 17, Flurstück: 763/59    | Das Objekt gehört zu der Gesamtanlage: Westend/Feldherrnviertel                                                 | 1903      |            |

## Scharnhorststraße
| Bild           | Bezeichnung | Lage                                                                | Beschreibung                                                                                        | Bauzeit | Objekt-Nr. |
| -------------- | ----------- | ------------------------------------------------------------------- | --------------------------------------------------------------------------------------------------- | ------- | ---------- |
|                |             | Scharnhorststraße 3-5 LageFlur: 16, Flurstück: 1579/173             | Das Objekt gehört zu der Gesamtanlage: Westend/Feldherrnviertel Architekt/Planer: Jacob Huber       | 1906    |            |
|                |             | Scharnhorststraße 9 LageFlur: 16, Flurstück: 1522/142               | Das Objekt gehört zu der Gesamtanlage: Westend/Feldherrnviertel Architekt/Planer: Louis Blum        | 1905    |            |
|                |             | Scharnhorststraße 11 LageFlur: 16, Flurstück: 1463/142              | Das Objekt gehört zu der Gesamtanlage: Westend/Feldherrnviertel Architekt/Planer: Louis Blum        | 1905    |            |
| weitere Bilder |             | Scharnhorststraße 12/Goebenstraße LageFlur: 16, Flurstück: 1458/139 | Das Objekt gehört zu der Gesamtanlage: Westend/Feldherrnviertel Architekt/Planer: Christian Fischer | 1906    |            |
| weitere Bilder |             | Scharnhorststraße 17 LageFlur: 16, Flurstück: 1463/142              | Das Objekt gehört zu der Gesamtanlage: Westend/Feldherrnviertel Architekt/Planer: Louis Blum        | 1905    |            |
|                |             | Scharnhorststraße 18 LageFlur: 16, Flurstück: 1119/139              | Das Objekt gehört zu der Gesamtanlage: Westend/Feldherrnviertel                                     | 1906    |            |
|                |             | Scharnhorststraße 19 LageFlur: 16, Flurstück: 1519/142              | Das Objekt gehört zu der Gesamtanlage: Westend/Feldherrnviertel Architekt/Planer: Wilhelm Hanson    | 1905    |            |
|                |             | Scharnhorststraße 28 LageFlur: 16, Flurstück: 735/14                | Das Objekt gehört zu der Gesamtanlage: Westend/Feldherrnviertel Architekt/Planer: Friedrich Rock    | 1902    |            |
|                |             | Scharnhorststraße 42 LageFlur: 17, Flurstück: 19/6                  | Das Objekt gehört zu der Gesamtanlage: Westend/Feldherrnviertel Architekt/Planer: Carl Dormann      | 1894    |            |

## Schwalbacher Straße
| Bild | Bezeichnung | Lage                                                                   | Beschreibung                                                                                  | Bauzeit | Objekt-Nr. |
| ---- | ----------- | ---------------------------------------------------------------------- | --------------------------------------------------------------------------------------------- | ------- | ---------- |
|      |             | Schwalbacher Straße 44 LageFlur: 70, Flurstück: 31/2                   | Das Objekt gehört zu der Gesamtanlage: Historisches Fünfeck Architekt/Planer: Albert Wolff    | 1903    |            |
|      |             | Schwalbacher Straße 46 LageFlur: 70, Flurstück: 31/1                   | Das Objekt gehört zu der Gesamtanlage: Historisches Fünfeck Architekt/Planer: Emil Thomae     | 1903    |            |
|      |             | Schwalbacher Straße 48 LageFlur: 70, Flurstück: 29/1                   | Das Objekt gehört zu der Gesamtanlage: Historisches Fünfeck Architekt/Planer: Karl Höhn       | 1904    |            |
|      |             | Schwalbacher Straße 52/Wellritzstraße 1 LageFlur: 70, Flurstück: 297/9 | Das Objekt gehört zu der Gesamtanlage: Historisches Fünfeck Architekt/Planer: Robert Vollmann | 1904    |            |

## Sedanplatz
| Bild | Bezeichnung | Lage                                                        | Beschreibung                                                                                          | Bauzeit | Objekt-Nr. |
| ---- | ----------- | ----------------------------------------------------------- | --- | ------- | ---------- |
|      |             | Sedanplatz 1/Wellritzstraße LageFlur: 71, Flurstück: 315/7  | Das Objekt gehört zu der Gesamtanlage: Westliche Stadterweiterung Architekt/Planer: Heinrich Assmus   | 1898    |            |
|      |             | Sedanplatz 2 LageFlur: 17, Flurstück: 923/49                | Das Objekt gehört zu der Gesamtanlage: Ringstraße Architekt/Planer: Hermann Reichwein                 | 1892    |            |
|      |             | Sedanplatz 3 LageFlur: 71, Flurstück: 245/6                 | Das Objekt gehört zu der Gesamtanlage: Westliche Stadterweiterung Architekt/Planer: Hermann Reichwein | 1897    |            |
|      |             | Sedanplatz 4 LageFlur: 17, Flurstück: 244/51                | Das Objekt gehört zu der Gesamtanlage: Ringstraße                                                     | 1897    |            |
|      |             | Sedanplatz 7/Sedanstraße LageFlur: 71, Flurstück: 196/4     | Das Objekt gehört zu der Gesamtanlage: Westliche Stadterweiterung Architekt/Planer: Louis Möller      | 1896    |            |
|      |             | Sedanplatz 9/Weißenburgstraße LageFlur: 17, Flurstück: 71/5 | Das Objekt gehört zu der Gesamtanlage: Ringstraße Architekt/Planer: Friedrich Goebel                  | 1896    |            |

## Seerobenstraße
| Bild                                | Bezeichnung                         | Lage                                                             | Beschreibung                                                                                          | Bauzeit | Objekt-Nr. |
| ----------------------------------- | ----------------------------------- | ---------------------------------------------------------------- | --- | ------- | ---------- |
|                                     |                                     | Seerobenstraße 4 LageFlur: 17, Flurstück: 992/57                 | Das Objekt gehört zu der Gesamtanlage: Westend/Feldherrnviertel Architekt/Planer: Karl Schultze       | 1897    |            |
|                                     |                                     | Seerobenstraße 5 LageFlur: 17, Flurstück: 971/71                 | Das Objekt gehört zu der Gesamtanlage: Westend/Feldherrnviertel Architekt/Planer: Ludwig Meurer       | 1896/97 |            |
|                                     |                                     | Seerobenstraße 6 LageFlur: 17, Flurstück: 934/58                 | Das Objekt gehört zu der Gesamtanlage: Westend/Feldherrnviertel                                       | 1898    |            |
|                                     |                                     | Seerobenstraße 8-10 LageFlur: 17, Flurstück: 764/59              | Das Objekt gehört zu der Gesamtanlage: Westend/Feldherrnviertel Architekt/Planer: A. Schlicht         | 1903    |            |
|                                     |                                     | Seerobenstraße 11 LageFlur: 17, Flurstück: 477/72                | Das Objekt gehört zu der Gesamtanlage: Westend/Feldherrnviertel Architekt/Planer: Carl Nocker         | 1892    |            |
| Sachgesamtheit Seerobenstraße 14-18 | Sachgesamtheit Seerobenstraße 14-18 | Seerobenstraße 14 LageFlur: 17, Flurstück: 415/9,988/8,541/7     | Das Objekt gehört zu der Gesamtanlage: Westend/Feldherrnviertel Architekt/Planer: Carl Dormann        | 1896    |            |
| Sachgesamtheit Seerobenstraße 14-17 | Sachgesamtheit Seerobenstraße 14-17 | Seerobenstraße 16 LageFlur: 17, Flurstück: 415/9,988/8,541/7     | Das Objekt gehört zu der Gesamtanlage: Westend/Feldherrnviertel Architekt/Planer: Carl Dormann        | 1896    |            |
| Sachgesamtheit Seerobenstraße 14-16 | Sachgesamtheit Seerobenstraße 14-16 | Seerobenstraße 18 LageFlur: 17, Flurstück: 415/9,988/8,541/7     | Das Objekt gehört zu der Gesamtanlage: Westend/Feldherrnviertel Architekt/Planer: Carl Dormann        | 1896    |            |
|                                     |                                     | Seerobenstraße 19 / Drudenstraße LageFlur: 17, Flurstück: 534/70 | Das Objekt gehört zu der Gesamtanlage: Westend/Feldherrnviertel Architekt/Planer: Heinrich Franke     | 1899    |            |
|                                     |                                     | Seerobenstraße 20 LageFlur: 17, Flurstück: 463/6                 | Das Objekt gehört zu der Gesamtanlage: Westend/Feldherrnviertel Architekt/Planer: Hermann Reichwein   | 1898    |            |
|                                     |                                     | Seerobenstraße 21 / Drudenstraße LageFlur: 17, Flurstück: 938/69 | Das Objekt gehört zu der Gesamtanlage: Westend/Feldherrnviertel Architekt/Planer: Robert Vollmann     | 1904    |            |
|                                     |                                     | Seerobenstraße 22 LageFlur: 17, Flurstück: 737/6                 | Das Objekt gehört zu der Gesamtanlage: Westend/Feldherrnviertel Architekt/Planer: Zais & Wojtowski    | 1897    |            |
|                                     |                                     | Seerobenstraße 23 LageFlur: 17, Flurstück: 939/68                | Das Objekt gehört zu der Gesamtanlage: Westend/Feldherrnviertel Architekt/Planer: Wilhelm Immel       | 1908    |            |
|                                     |                                     | Seerobenstraße 24 LageFlur: 17, Flurstück: 540/4                 | Das Objekt gehört zu der Gesamtanlage: Westend/Feldherrnviertel Architekt/Planer: Fritz Hildner       | 1899    |            |
|                                     |                                     | Seerobenstraße 26 LageFlur: 17, Flurstück: 567/3                 | Das Objekt gehört zu der Gesamtanlage: Westend/Feldherrnviertel Architekt/Planer: Carl Dormann        | 1899    |            |
|                                     |                                     | Seerobenstraße 28 LageFlur: 17, Flurstück: 566/2                 | Das Objekt gehört zu der Gesamtanlage: Westend/Feldherrnviertel Architekt/Planer: Alfred Schellenberg | 1899    |            |
|                                     |                                     | Seerobenstraße 29 LageFlur: 17, Flurstück: 726/81                | Das Objekt gehört zu der Gesamtanlage: Westend/Feldherrnviertel Architekt/Planer: Heinrich Dörr       | 1900    |            |
|                                     |                                     | Seerobenstraße 30 LageFlur: 17, Flurstück: 608/2                 | Das Objekt gehört zu der Gesamtanlage: Westend/Feldherrnviertel Architekt/Planer: Friedrich Rock      | 1900    |            |
|                                     |                                     | Seerobenstraße 32 LageFlur: 17, Flurstück: 638/2                 | Das Objekt gehört zu der Gesamtanlage: Westend/Feldherrnviertel Architekt/Planer: Fritz Hildner       | 1901    |            |
|                                     |                                     | Seerobenstraße 33 LageFlur: 17, Flurstück: 83/11                 | Das Objekt gehört zu der Gesamtanlage: Westend/Feldherrnviertel Architekt/Planer: Franz Markloff      | 1902    |            |

## Walramstraße
| Bild | Bezeichnung | Lage                                                             | Beschreibung                                                                                        | Bauzeit | Objekt-Nr. |
| ---- | ----------- | ---------------------------------------------------------------- | --------------------------------------------------------------------------------------------------- | ------- | ---------- |
|      |             | Walramstraße 7 LageFlur: 71, Flurstück: 323/52                   | Das Objekt gehört zu der Gesamtanlage: Westliche Stadterweiterung                                   | Um 1875 |            |
|      |             | Walramstraße 8/Frankenstraße LageFlur: 69, Flurstück: 290/3      | Das Objekt gehört zu der Gesamtanlage: Westliche Stadterweiterung Architekt/Planer: Wilhelm Rehbold | 1886    |            |
|      |             | Walramstraße 14-16/Hermannstraße LageFlur: 69, Flurstück: 316/54 | Das Objekt gehört zu der Gesamtanlage: Westliche Stadterweiterung Architekt/Planer: Carl Dormann    | 1891    |            |
|      |             | Walramstraße 20 LageFlur: 71, Flurstück: 325/20                  | Das Objekt gehört zu der Gesamtanlage: Westliche Stadterweiterung Architekt/Planer: Friedrich Rock  | 1875    |            |

## Waterloostraße
| Bild | Bezeichnung | Lage                                                        | Beschreibung                                                                                       | Bauzeit | Objekt-Nr. |
| ---- | ----------- | ----------------------------------------------------------- | -------------------------------------------------------------------------------------------------- | ------- | ---------- |
|      |             | Waterloostraße 1/Zietenring LageFlur: 18, Flurstück: 645/77 | Das Objekt gehört zu der Gesamtanlage: Westend/Feldherrnviertel Architekt/Planer: Robert Vollmann  | 1903    |            |
|      |             | Waterloostraße 2/Zietenring LageFlur: 18, Flurstück: 571/77 | Das Objekt gehört zu der Gesamtanlage: Westend/Feldherrnviertel Architekt/Planer: Reinhard Hildner | 1906    |            |

## Weißenburgstraße
| Bild | Bezeichnung | Lage                                                        | Beschreibung | Bauzeit | Objekt-Nr. |
| ---- | ----------- | ----------------------------------------------------------- | --- | ------- | ---------- |
|      |             | Weißenburgstraße 1/Sedanstraße LageFlur: 71, Flurstück: 2/1 | Das Objekt gehört zu der Gesamtanlage: Westend/Feldherrnviertel Architekt/Planer: Philipp Schmidt                     | 1896    |            |
|      |             | Weißenburgstraße 3 LageFlur: 71, Flurstück: 9/1             | Das Objekt gehört zu der Gesamtanlage: Westend/Feldherrnviertel Architekt/Planer: Philipp Schmidt                     | 1897    |            |
|      |             | Weißenburgstraße 4 LageFlur: 17, Flurstück: 71/1            | Das Objekt gehört zu der Gesamtanlage: Westend/Feldherrnviertel Architekt/Planer: Friedrich Goebel                    | 1897    |            |
|      |             | Weißenburgstraße 6 LageFlur: 17, Flurstück: 476/71          | Das Objekt gehört zu der Gesamtanlage: Westend/Feldherrnviertel Architekt/Planer: Friedrich Frees und Christian Biltz | 1898    |            |

## Wellritzstraße
| Bild           | Bezeichnung | Lage                                                                            | Beschreibung | Bauzeit   | Objekt-Nr. |
| -------------- | ----------- | ------------------------------------------------------------------------------- | --- | --------- | ---------- |
|                |             | Wellritzstraße 1/Schwalbacher Straße 52 LageFlur: 70, Flurstück: 297/9          | Das Objekt gehört zu der Gesamtanlage: Westliche Stadterweiterung Architekt/Planer: Robert Vollmann                                | 1904      |            |
|                |             | Wellritzstraße 28 LageFlur: 71, Flurstück: 100/34                               | Das Objekt gehört zu der Gesamtanlage: Westliche Stadterweiterung                                                                  | 1873/74   |            |
|                |             | Wellritzstraße 30 LageFlur: 71, Flurstück: 221/35                               | Das Objekt gehört zu der Gesamtanlage: Westliche Stadterweiterung                                                                  | 1873/74   |            |
|                |             | Wellritzstraße 32 LageFlur: 71, Flurstück: 93/36                                | Das Objekt gehört zu der Gesamtanlage: Westliche Stadterweiterung                                                                  | Um 1875   |            |
|                |             | Wellritzstraße 34 LageFlur: 71, Flurstück: 37                                   | Das Objekt gehört zu der Gesamtanlage: Westliche Stadterweiterung                                                                  | Um 1875   |            |
| weitere Bilder |             | Wellritzstraße 38/Walramstraße/Herrmanstraße LageFlur: 71, Flurstück: 56/1,56/2 | Das Objekt gehört zu der Gesamtanlage: Westliche Stadterweiterung Architekt/Planer: Stadtbaumeister: Carl A. Hane, Johannes Lemcke | 1880–1900 |            |

## Werderstraße
| Bild | Bezeichnung | Lage                                             | Beschreibung                                                                                      | Bauzeit | Objekt-Nr. |
| ---- | ----------- | ------------------------------------------------ | ------------------------------------------------------------------------------------------------- | ------- | ---------- |
|      |             | Werderstraße 9 LageFlur: 16, Flurstück: 877/151  | Das Objekt gehört zu der Gesamtanlage: Westend/Feldherrnviertel Architekt/Planer: Heinrich Assmus | 1903    |            |
|      |             | Werderstraße 10 LageFlur: 16, Flurstück: 929/147 | Das Objekt gehört zu der Gesamtanlage: Westend/Feldherrnviertel Architekt/Planer: Louis Blum      | 1904    |            |

## Westendstraße
| Bild | Bezeichnung | Lage                                                               | Beschreibung | Bauzeit | Objekt-Nr. |
| ---- | ----------- | ------------------------------------------------------------------ | --- | ------- | ---------- |
|      |             | Westendstraße 8 LageFlur: 16, Flurstück: 1470/37                   | Das Objekt gehört zu der Gesamtanlage: Westend/Feldherrnviertel Architekt/Planer: Carl Dormann                  | 1893    |            |
|      |             | Westendstraße 10 Lage                                              | Das Objekt gehört zu der Gesamtanlage: Westend/Feldherrnviertel Architekt/Planer: Georg Schweitzer              | 1892    |            |
|      |             | Westendstraße 12 LageFlur: 17, Flurstück: 990/46                   | Das Objekt gehört zu der Gesamtanlage: Westend/Feldherrnviertel Architekt/Planer: Wilhelm Boué und Max Hartmann | 1893    |            |
|      |             | Westendstraße 17/Scharnhorststraße LageFlur: 17, Flurstück: 937/18 | Das Objekt gehört zu der Gesamtanlage: Westend/Feldherrnviertel Architekt/Planer: Carl Dormann                  | 1895    |            |

## Yorckstraße
| Bild           | Bezeichnung | Lage                                           | Beschreibung                                                                                   | Bauzeit | Objekt-Nr. |
| -------------- | ----------- | ---------------------------------------------- | ---------------------------------------------------------------------------------------------- | ------- | ---------- |
|                |             | Yorckstraße 3 LageFlur: 16, Flurstück: 1550/35 | Das Objekt gehört zu der Gesamtanlage: Westend/Feldherrnviertel Architekt/Planer: Carl Dormann | 1897    |            |
| weitere Bilder |             | Yorckstraße 11 LageFlur: 17, Flurstück: 568/34 | Das Objekt gehört zu der Gesamtanlage: Westend/Feldherrnviertel Architekt/Planer: Louis Möller | 1898    |            |
|                |             | Yorckstraße 12 LageFlur: 16, Flurstück: 734/14 | Das Objekt gehört zu der Gesamtanlage: Westend/Feldherrnviertel Architekt/Planer: Carl Dormann | 1903    |            |
|                |             | Yorckstraße 20 LageFlur: 133, Flurstück: 61    | Das Objekt gehört zu der Gesamtanlage: Westend/Feldherrnviertel Architekt/Planer: Fritz Born   | 1902    |            |

## Zietenring
| Bild                                                                    | Bezeichnung                                                             | Lage                                                             | Beschreibung | Bauzeit                                            | Objekt-Nr. |
| ----------------------------------------------------------------------- | ----------------------------------------------------------------------- | ---------------------------------------------------------------- | --- | -------------------------------------------------- | ---------- |
|                                                                         |                                                                         | Zietenring 1 LageFlur: 18, Flurstück: 692/81                     | Das Objekt gehört zu der Gesamtanlage: Westend/Feldherrnviertel Architekt/Planer: Robert Vollmann               | 1904                                               |            |
|                                                                         |                                                                         | Zietenring 2 LageFlur: 17, Flurstück: 672/2                      | Das Objekt gehört zu der Gesamtanlage: Westend/Feldherrnviertel Architekt/Planer: Fritz Hildner                 | 1902                                               |            |
|                                                                         |                                                                         | Zietenring 5 LageFlur: 18, Flurstück: 694/77                     | Das Objekt gehört zu der Gesamtanlage: Westend/Feldherrnviertel Architekt/Planer: Robert Vollmann               | 1905                                               |            |
|                                                                         |                                                                         | Zietenring 7 LageFlur: 18, Flurstück: 77/3                       | Das Objekt gehört zu der Gesamtanlage: Westend/Feldherrnviertel Architekt/Planer: Karl Lambrix                  | 1906                                               |            |
|                                                                         |                                                                         | Zietenring 8 LageFlur: 17, Flurstück: 655/2                      | Das Objekt gehört zu der Gesamtanlage: Westend/Feldherrnviertel Architekt/Planer: Fritz Hildner                 | 1901                                               |            |
| Ehemalige Oberrealschule für Knaben am Zietenring, heute: Leibnizschule | Ehemalige Oberrealschule für Knaben am Zietenring, heute: Leibnizschule | Zietenring 9 LageFlur: 17, Flurstück: 24/1                       | Das Objekt gehört zu der Gesamtanlage: Westend/Feldherrnviertel Architekt/Planer: Stadtbaumeister Felix Genzmer | 1903–1905                                          |            |
|                                                                         |                                                                         | Zietenring 12 LageFlur: 17, Flurstück: 749/6                     | Das Objekt gehört zu der Gesamtanlage: Westend/Feldherrnviertel Architekt/Planer: Erich Halecker                | 1904                                               |            |
|                                                                         |                                                                         | Zietenring 14 LageFlur: 17, Flurstück: 750/6                     | Das Objekt gehört zu der Gesamtanlage: Westend/Feldherrnviertel Architekt/Planer: Erich Halecker                | 1904                                               |            |
| Zietenring 17 (Wiesbaden).JPG                                           |                                                                         | Zietenring 17/Kurt-Schumacher-Ring LageFlur: 18, Flurstück: 84/1 | Das Objekt gehört zu der Gesamtanlage: Westend/Feldherrnviertel Architekt/Planer: Karl Lambrix                  | 1907                                               |            |
| weitere Bilder                                                          | St. Elisabeth-Kirche, Pfarrhaus, Franziskanerkloster                    | Zietenring 18 LageFlur: 17, Flurstück: 22/3,22/4                 | Das Objekt gehört zu der Gesamtanlage: Westend/Feldherrnviertel Architekt/Planer: Von Wahl und Rödel            | 1926–27 (Pfarrhaus und Kloster) 1935–1936 (Kirche) |            |